# Stockton, Kansas
Stockton är administrativ huvudort i Rooks County i Kansas. Rooks County grundades år 1872 och Stockton besegrade Rooks Centre i omröstningen om countyts huvudort 95–52. Ortnamnet har med boskap att göra, även Stocktown och Stockville föreslogs.